# Masaaki Fukuoka
Masaaki Fukuoka –en japonés, 福岡 政章, Fukuoka Masaaki– (12 de julio de 1984) es un deportista japonés que compitió en judo. Ganó una medalla de bronce en el Campeonato Mundial de Judo de 2013, y una medalla de plata en el Campeonato Asiático de Judo de 2013, ambas en la categoría de –66 kg.

## Palmarés internacional
| Campeonato Mundial  | Campeonato Mundial      | Campeonato Mundial | Campeonato Mundial |
| Año                 | Lugar                   | Medalla            | Categoría          |
| ------------------- | ----------------------- | ------------------ | ------------------ |
| 2013                | Río de Janeiro (Brasil) | Medalla de bronce  | –66 kg             |
| Campeonato Asiático |                         |                    |                    |
| Año                 | Lugar                   | Medalla            | Categoría          |
| 2013                | Bangkok (Tailandia)     | Medalla de plata   | –66 kg             |